# Ampérhodina

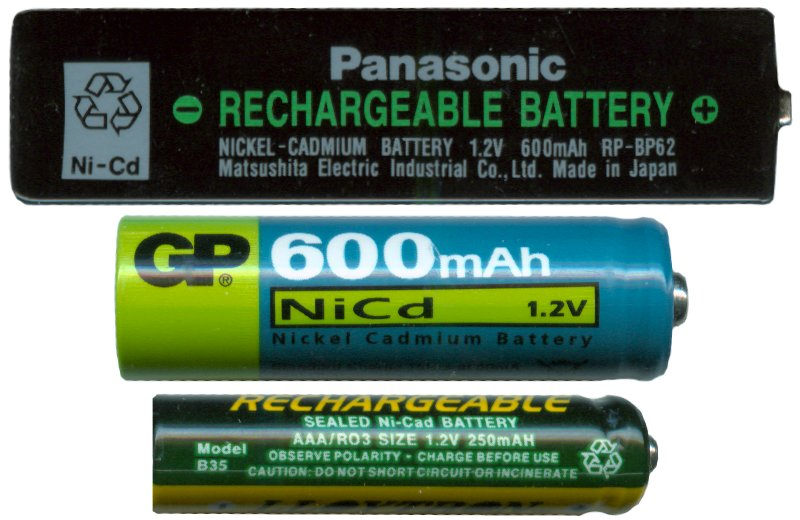
Na menších nabíjecích článcích lze najít údaj v mAh (miliampérhodinách)

V elektrotechnice je ampérhodina (značka Ah) jednotka elektrického náboje odpovídající potenciálu dodávaného proudem velikosti jeden ampér po dobu jedné hodiny. Používá se pro vyjádření kapacity galvanických článků nebo akumulátorů, zatímco u kondenzátorů se udává elektrická kapacita s jednotkou farad. Ampérhodina není jednotka SI a ve fyzice se proto používá odpovídající odvozená jednotka SI coulomb (1 Ah = 3600 C).
1 Ah je definována jako náboj, který akumulátor či článek dodá do obvodu při konstantním proudu 1 ampér za dobu 1 hodiny. Jedná se ale o teoretickou hodnotu kterou není možné prakticky dosáhnout, a to z těchto důvodů:
1. Akumulátor má vnitřní odpor.[1]
2. Akumulátor má konstrukční velikost maximálně dosažitelného proudu.[2]

Proto je kapacita většiny akumulátorů měřena při minimálním proudu (do 200mA) po dlouhou dobu, poté je přepočítána na Ah. Podmínky pro stanovení jmenovité kapacity uváděné na článcích jsou určeny normami.
U drobných článků, jako jsou tužkové baterie, se používá spíše jednotka mAh (miliampérhodina). Platí 1 Ah = 1000 mAh. Protože proud je na základě Ohmova zákona závislý na napětí, je pro srovnání kapacity baterií o různém napětí nutné použít hodnotu ve watthodinách (Wh), která se určí vynásobením kapacity v ampérhodinách jmenovitým napětím. Proto se například liší hodnota u NiMH článku s kapacitou 2400 mAh a napětím 1,2 V (2,4 Ah x 1,2 V = 2,88 Wh) od Li-ion článku se stejnou kapacitou a napětím 3,6 V (2,4 Ah x 3,6 V = 8,64 Wh).